# Glycera heteropoda
Glycera heteropoda är en ringmaskart som beskrevs av Hartmann-Schröder 1962. Glycera heteropoda ingår i släktet Glycera och familjen Glyceridae. Inga underarter finns listade i Catalogue of Life.